# うどんげ
うどんげは、植物の名前。梵語のउडुम्बर（uḍumbara）を語源とし、「優曇華」または「憂曇華」とも書かれる。実在の植物を示す場合、伝説上の植物を指す場合、昆虫の卵を指す場合とがある。

## 実在の植物

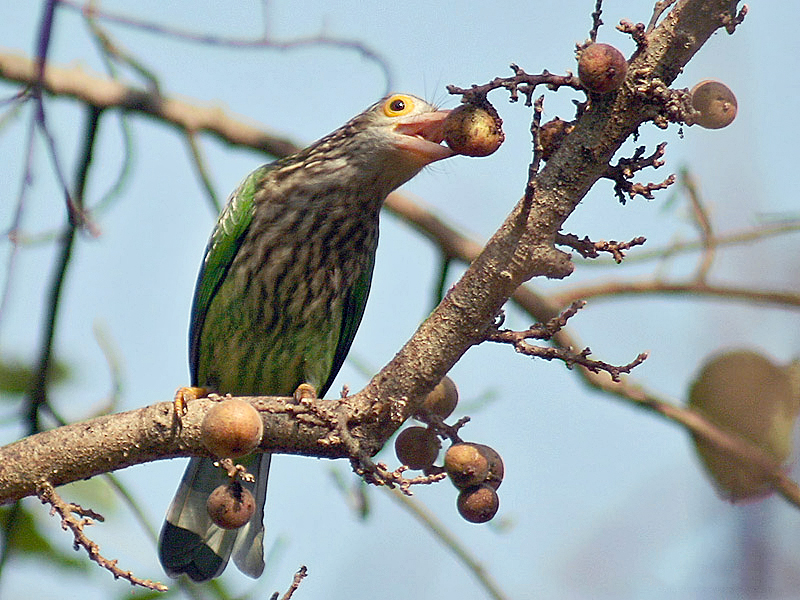
フサナリイチジクの枝と実

日本国内では熊本県山鹿市と長崎県佐世保市のみに自生するアイラトビカズラ、南アジア原産のクワ科イチジク属の落葉高木、フサナリイチジク (Ficus racemosa syn. Ficus glomerata) をウドンゲにあてる場合がある。
バショウの花をウドンゲと呼ぶことがある。

## 伝説上の植物

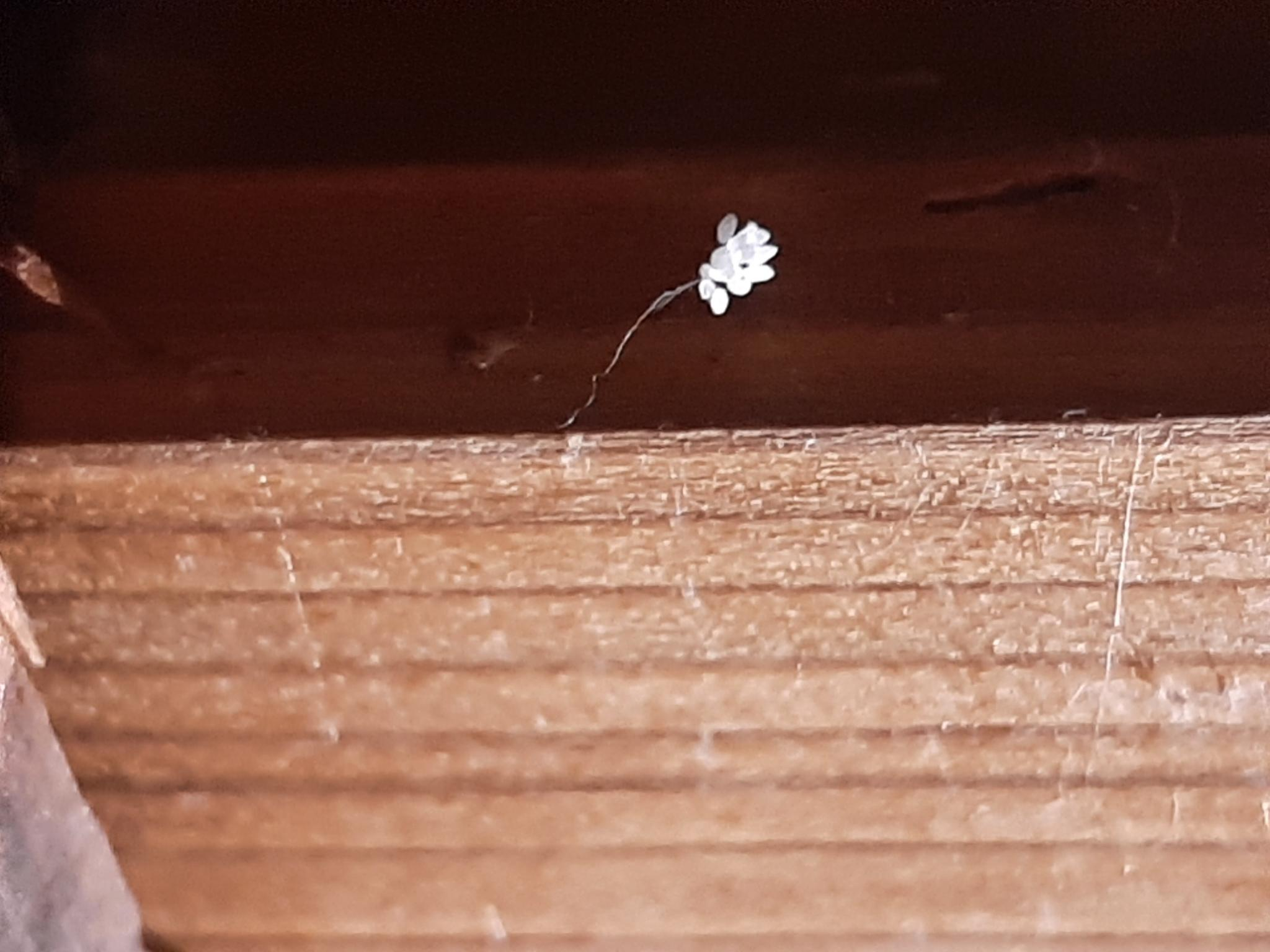

仏教経典では、3000年に一度花が咲くといい、その時に金輪王が現世に出現するという。『金光明経』讃仏品に「希有、希有、仏出於世、如優曇華時一現耳」とある。また『法華経』、『南史』にも出る。日本の古典文学では、『竹取物語』、『源氏物語』若紫、『うつほ物語』などに用例がある。 
近代文学では、岡本綺堂『半七捕物帳 人形使い』、蒲原有明『仙人掌と花火の鑑賞』、斎藤緑雨『かくれんぼ』、泉鏡花『白金之絵図』、田山花袋『道綱の母』、夏目漱石『虞美人草』などに用例がある。 
現代文学では宮本輝『蛍川』などに用例がある。古典から現代まで、いずれも架空の花、すなわち前記の3000年に一度だけ咲く花として用いられている。先に架空の花の名として流通し、後に実在の植物名に用いられたからである。 
2010年、中国江西省九江市廬山区の民家で18輪が咲いたと報じられた。

## 動物

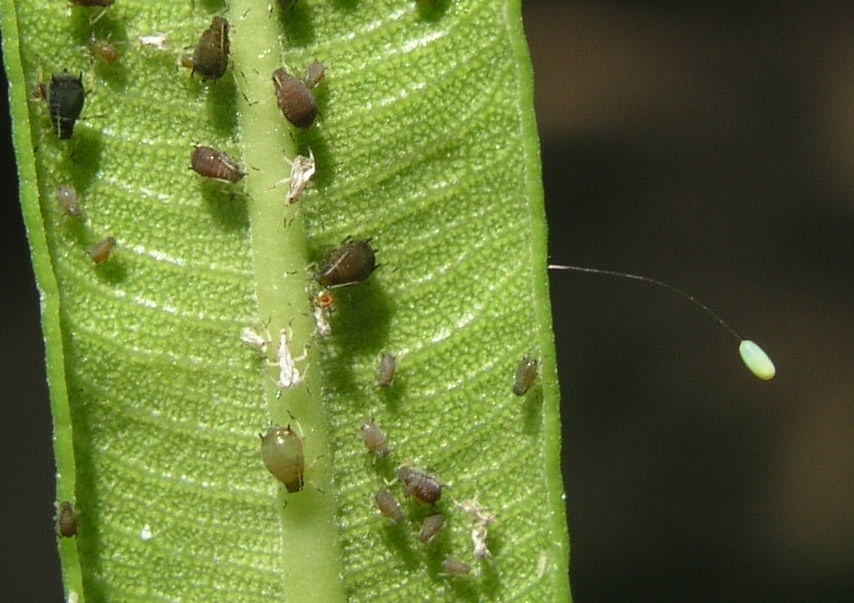
右側に葉から飛び出して見えるのがクサカゲロウの卵。葉についているのはアブラムシで、クサカゲロウ幼虫の餌となることがある。

他の物に産み付けられた昆虫クサカゲロウの卵塊をいう。長い柄の先に1つずつ卵塊が付いたものが、時には数十個まとめて産み付けられる。地域によって異なるが、吉兆や凶兆として伝えられてきた。